# Francisco Casas Sala
Francisco Casas Sala (Manresa, 24 de enero de 1896 - Teruel, 1 de agosto de 1936) fue un abogado y político republicano español.

## Biografía
Pertenecía a una familia acomodada. Cursó sus estudios en una escuela de los hermanos maristas. Estudió en la Universidad de Barcelona, obteniendo el título de abogado.
Inició el ejercicio de su profesión en Manresa en 1921 y poco después se trasladó a Barcelona, donde los primeros años participó en el turno de oficio. Desde 1925 centró su  actividad en asuntos laborales. En 1926 fue desterrado a la localidad castellonense de Alcalá de Chivert por hacer colocado a la junta de gobierno del Colegio de Abogados de Barcelona enfrente de la dictadura de Primo de Rivera. Durante la época del pistolerismo en Barcelona, defendió a muchas de las víctimas de represión gubernativa. También como abogado, colaboró en la defensa de los concejales de Manresa encarcelados a raíz de la proclamación del Estado catalán en octubre de 1934.
Colaboró en el semanario El Olmo y después en el diario El Día.
Activo en la vida política desde 1930, en las postrimerías del reinado de Alfonso XIII estaba adscrito al republicanismo federal, y desde 1931 al federalismo izquierdista de Eduardo Barriobero, el cual había sido elegido presidente del partido. En 1932 ingresó en Acción Republicana, el partido liderado por Manuel Azaña, bien por oportunismo político o por cansancio con los postulados radicales anteriores. A principios de 1933 fue elegido presidente de Acción Republicana de Castellón, coincidiendo con la apertura de un segundo despacho de abogados en Castellón.
En 1934 se produjo la creación de Esquerra Republicana del País Valencià, mediante la fusión de Acción Republicana de Castellón, encabezada por Matías Sangüesa y el propio Casas Sala, que constituía el sector mayoritario del nuevo partido, los radicalsocialistas independientes seguidores de Marcelino Domingo de Castellón, y los valencianistas republicanos del Grup Valencianista d'Esquerra, liderados por Cayetano Huguet. Casas Sala fue elegido presidente del partido. El partido formaba parte de la Izquierda Republicana estatal. Sin embargo, el partido tuvo una vida inestable fruto de la representatividad de los distintos grupos que componían el partido en la dirección y los órganos de expresión del partido, la relación con el partido estatal y el mayor o menor valencianismo del partido.
En diciembre de 1935, el sector valencianista liderado por Huguet y Miquel Peña consiguió que la dirección estatal destituyera a Casas Sala y creara una gestora dominada por el sector valencianista. Sin embargo, Casas Sala fue pronto recuperado por la dirección estatal y en enero de 1936 Izquierda Republicana se constituyó como tal en Castellón bajo el liderazgo de Casas Sala y Sangüesa con el sector mayoritario del partido.
En las elecciones de febrero de 1936, tras una fuerte lucha interna para conseguir ser nombrado candidato, fue elegido diputado, en representación de Izquierda Republicana, en las listas del Frente Popular por la circunscripción de Castellón de la Plana. Aunque continuó residiendo habitualmente en Barcelona, desplegó una gran actividad en defensa de los intereses de su circunscripción, como por ejemplo el estudio y tramitación parlamentaria de ambiciosos proyectos de regadío para la zona, que sin embargo resultaron paralizados debido al estallido de la Guerra Civil.

#### Guerra Civil
A finales de julio, formó parte como responsable político de la columna de milicianos y guardias civiles dirigida por el coronel de carabineros Hilario Fernández Bujanda, junto con el comandante de la guardia civil Francisco Ríos Romera, el capitán Luis Sirera Tío y el teniente Joaquin Osset Merle,  que pretendía recuperar para la República la ciudad de Teruel, en manos de los sublevados. Pero el día 28, al llegar a la localidad de La Puebla de Valverde, los guardias civiles integrantes de la columna emprendieron en los camiones viaje hacia Teruel, llevando consigo como prisioneros al diputado Casas Sala, el catedrático Araujo y al coronel de carabineros Hilario Fernández Bujanda. Para no poner en riesgo sus vidas, se internaron por Puerto Escandón y enviaron a un emisario a la capital turolense para dar cuenta de su situación. Enterado el comandante Aguado, encargó al comisario Luis Martínez Casabona la búsqueda del grupo. En total, eran 411 los guardias civiles y 47 los prisioneros que llegaron a Teruel. Inmediatamente fueron sometidos a un consejo de guerra y fusilados en la tapia del cementerio de Teruel el 1 de agosto de 1936. El mismo Casas Sala asumió su propia defensa con gran elocuencia y dignidad. Murió gritando "Viva la República".
Tras su muerte, la ciudad de Barcelona le dedicó una calle como homenaje a su memoria. Al finalizar la guerra, las autoridades franquistas volvieron a cambiarle el nombre reponiendo el anterior, hoy en día todavía vigente: Duque de la Victoria, en honor al general Espartero.